# プリンセス・ロイヤル
プリンセス・ロイヤル（Princess Royal）は、イギリス君主からその長女に与えられる終身の名誉称号である。フランス王室のマダム・ロワイヤルを模して作られた制度。

## 概要
この称号は生涯使用され、称号を授けられた王女の存命中は、代替わりした国王に王女がいてもプリンセス・ロイヤルの称号を与えることはできない。例えば、女王エリザベス2世（ジョージ6世の長女）は、生まれてから即位まで、叔母にあたるメアリー王女が1965年に薨去するまでプリンセス・ロイヤルを名乗っていたため、プリンセス・ロイヤルの称号を受けることはなかった。現時点まで、7人のプリンセス・ロイヤルが存在した。現在のプリンセス・ロイヤルは、エリザベス2世の長女アンである。
この称号は、フランス王女でイングランド王チャールズ1世の妃であったヘンリエッタ・マリアが、自分の長女メアリー・ヘンリエッタ（のちにオラニエ公ウィレム2世の妃、イングランド王ウィリアム3世の母）に、母国フランスで国王の長女に与えられる称号マダム・ロワイヤルに倣った称号を与えて欲しいと願ったことで創設された。称号は王家の認証状（Warrant）で授けられ、特許状（Letters Patent）によって授けられるのではない。
プリンセス・ロイヤルの称号は、在位している君主の判断で授けられる。ジェームズ2世の長女メアリー2世、そしてジョージ1世の一人娘ゾフィー・ドロテアは、プリンセス・ロイヤルの資格があったが、2人とも授けられていない。

## 歴代プリンセス・ロイヤル一覧
| 画像 | 名前（生没年）                               | 期間            | 続柄                   | 配偶者                                                                          |
| ---- | -------------------------------------------- | --------------- | ---------------------- | ------------------------------------------------------------------------------- |
|      | メアリー・ヘンリエッタ （1631年 - 1660年）   | 1642年 - 1660年 | チャールズ1世の長女    | オラニエ公ウィレム2世                                                           |
|      | アン （1709年 - 1759年）                     | 1727年 - 1759年 | ジョージ2世の長女      | オラニエ公ウィレム4世                                                           |
|      | シャーロット・マティルダ （1766年 - 1828年） | 1789年 - 1828年 | ジョージ3世の長女      | ヴュルテンベルク王フリードリヒ1世                                               |
|      | ヴィクトリア （1840年 - 1901年）             | 1841年 - 1901年 | ヴィクトリア女王の長女 | ドイツ皇帝フリードリヒ3世                                                       |
|      | ルイーズ （1867年 - 1931年）                 | 1905年 - 1931年 | エドワード7世の長女    | 初代ファイフ公爵アレグザンダー・ダフ                                            |
|      | メアリー （1897年 - 1965年）                 | 1932年 - 1965年 | ジョージ5世の長女      | 第6代ハーウッド伯爵ヘンリー・ラッセルズ                                         |
|      | アン （1950年 - ）                           | 1987年 -        | エリザベス2世の長女    | マーク・フィリップス (1973年-1992年) サー・ティモシー・ローレンス (1992年-現在) |

- ルイーザ・マリア・テレーザ・ステュアート（1692年 - 1712年）　-　ジェームズ2世の末娘。名誉革命でジェームズが王位を追われた後、サン＝ジェルマン＝アン＝レーで亡命中に誕生した。ジャコバイトからプリンセス・ロイヤルと呼ばれていた。